# Transposasa
Transposasa es una enzima que se une al final de un transposón y cataliza el movimiento del transposón a otra parte del genoma por un mecanismo de corta y pega, o un mecanismo de transposición replicativo.
La palabra "transposasa" fue acuñada por primera vez por los individuos que clonaron la enzima requerida para transposición del transposón Tn3. La existencia de transposones fue postulada en 1940 por Barbara McClintock, quien estudiaba la herencia de maíz, pero la base molecular real para transposición estuvo descrita por grupos de invertigación posteriores. McClintock descubrió que las piezas de los cromosomas cambiaban su posición, saltando de un cromosoma a otro. El reposicionamiento de estos transposones (el cual codificaba para color) dejó otros genes de pigmentos para ser expresados. La transposición en el maíz causó cambios en color; aun así, en otros organismos, como bacterias, puede causar resistencia a los antibiótico. La transposición es también importante para crear diversidad genética dentro de especies y adaptabilidad a condiciones de vida cambiantes. Durante el curso de la evolución humana, tanto como el 40% del genoma humano ha sido movido entre lugares distintos del genoma usando métodos como la transposición de transposones.
Las transposasas están clasificadas bajo Número EC: EC 2.7.7.
Los genes que codifican transposasas están muy extendidos en los genomas de la mayoría de los organismos y son los genes más abundantes conocidos.

## Transposasa Tn5

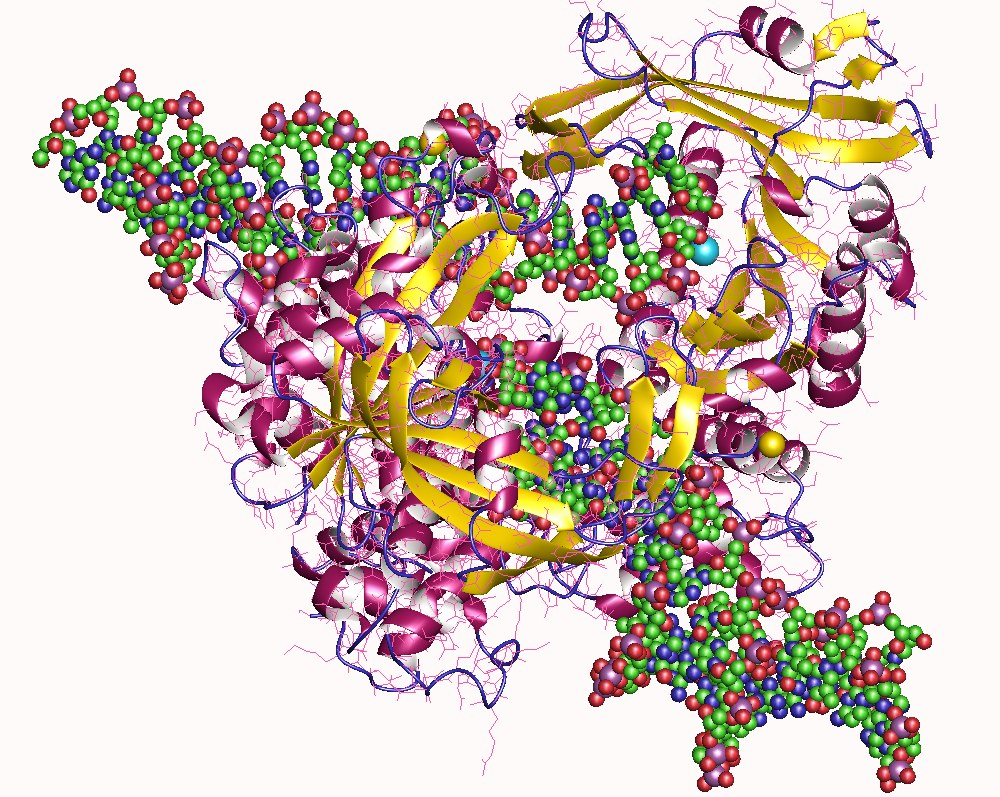

Transposasa Tn5 es un miembro de ARNasa de proteínas qué incluye integrasas retrovirales. Tn5 puede ser encontrado en Shewanella y Escherichia (bacterias). El transposon de códigos para la resistencia de antibiótico a kanamycina y otro aminoglycosido (antibióticos).
TN5 y otras transposasas son notablemente inactivas porque el ADN de transposición son inherentemente mutagénicos, la baja actividad de la transposasa es necesaria para reducir el riesgo de causar una mutación fatal en el huésped que termine eliminando los elementos transponibles. Una de las razones que no es tan reactivo Tn5 es porque el N- y C-terminal se encuentra relativamente cerca uno al otro y tienden a inhibir el uno al otro. Esto fue aclarada por la caracterización de varias mutaciones que dio lugar a formas hiperactivas de transposasas. L372P, es una mutación del aminoácido 372 en la transposasa Tn5. Este aminoácido es generalmente un residuo de leucina en medio de una hélice alfa. Cuando este leucina es reemplazado con un residuo de la prolina la hélice alfa está rota, introducir un cambio conformacional en el dominio C-terminal, separándolo del dominio N-Terminal suficiente para promover una mayor actividad de la proteína. La transposición de un transposon a menudo necesita sólo tres piezas: el transposón, la enzima transposasa y el ADN diana para la inserción de los transposones. Este es el caso de Tm5, que utiliza un mecanismo de cortar y pegar para mover alrededor de transposones. Tn5 y más otras transposasas contienen una DDE, que es el sitio activo que cataliza el movimiento de los transposones. Aspartato-97, 188-aspartato y glutamato-326 conforman el sitio activo, que es una tríada de residuos ácidos. El motivo DDE se dice que coordinar los iones metálicos divalentes, más a menudo de magnesio y manganeso, que son importantes en la reacción catalítica porque la transposasa es increíblemente inactiva la región DDE está mutada así la transposasa llega a ser hiperactiva y cataliza el movimiento de los transposones. El glutamato se transforma en un aspartato y los dos asparates en glutamatos a través de esta mutación, el estudio de Tn5 llega a ser posible, pero algunos pasos en el proceso catalítico se pierden como resultado. 
Hay muchos da un paso cuál catalyze el movimiento del transposon, incluyendo Tnp atando, synapsis (la creación de un synaptic complejo), cleavage, captura de objetivo, y transferencia de hebra. Transposase Entonces ata a la hebra de ADN y crea un clamp sobre el transposon fin del ADN e inserta al sitio activo. Una vez el transposase ata al transposon,  produce un synaptic complejo en qué dos transposases está atado en un cis/trans relación con el transposon.
Los iones de magnesio activan oxígeno de moléculas de agua y exponerles a nucleophilic ataque. Esto deja las moléculas de agua a nick el 3' hebras en ambos fines y crear un hairpin formación, el cual separa el transposon del ADN de donante. Luego, la transposasa mueve el transposón a una ubicación adecuada. No mucho es sabido sobre la captura de objetivo, a pesar de que hay una secuencia predispone cuál no ha sido todavía determinado. Después de que captura de objetivo, el transposase ataca el ADN de objetivo nueve pares de base aparte, resultando en la integración del transposon al ADN de objetivo.
Debido a las mutaciones del DDE, algunos pasos del proceso están perdidos—por ejemplo, cuándo este experimento está actuado en vitro, y SDS tratamiento de calor denatures la transposasa Aun así, es todavía incierto qué pasa la transposasa en vivo.
El estudio de la transposasa Tn5 es de importancia general debido a sus semejanzas al VIH-1 y otras enfermedades retrovirales. Por estudiar Tn5, mucho también puede ser descubierto sobre otra transposasa y sus actividades.

## Transposasa durmiente
La transposasa durmiente (SB) es la recombinasa que impulsa el sistema de transposones de la transposasa durmiente. La transposasa durmiente pertenece a la familia de transposasas DD[E/D], que a su vez pertenecen a una gran superfamilia de polinucleotidiltransferasas que incluye la ARNsa H, la resolvasa RuvC Holliday, las proteínas RAG y integrasas retrovirales. El sistema SB se utiliza principalmente en animales vertebrados para la transferencia de genes, incluida la terapia génica, y el descubrimiento de genes. El SB100X diseñado es una enzima que dirige los altos niveles de integración del transposón.

## Transposón Tn7
El transposón Tn7 es un transposón que se encuentra en muchos procariotas, como Escherichia coli, y se descubrió por primera vez como una secuencia de ADN en cromosomas bacterianos y plásmidos naturales que codificaban la resistencia a los antibióticos trimetoprima y estreptomicina. Específicamente clasificado como elemento transponible(transposón), la secuencia puede duplicarse y moverse dentro de un genoma utilizando una enzima recombinasa autocodificada llamada transposasa, lo que tiene como resultado efectos tales como la creación o reversión de mutaciones y el cambio del tamaño del genoma. El transposón Tn7 ha desarrollado dos mecanismos para promover su propagación entre procariotas. Como muchos otros transposones bacterianos, Tn7 se transpone a baja frecuencia y se inserta en muchos sitios diferentes con poca o ninguna selectividad de sitio. A través de esta primera vía, Tn7 se dirige preferentemente a plásmidos conjugables , que pueden replicarse y distribuirse entre bacterias. Sin embargo, Tn7 es único en el sentido de que también se transpone a alta frecuencia en un solo sitio específico en los cromosomas bacterianos llamado attTn7. Esta secuencia específica es un gen esencial y altamente conservado que se encuentra en muchas cepas de bacterias. Sin embargo, la recombinación no es perjudicial para la bacteria huésped, ya que Tn7 en realidad se transpone aguas abajo del gen después de reconocerlo, lo que da como resultado una forma segura de propagar el transposón sin matar al huésped. Esta vía de selección del sitio objetivo altamente evolucionada y sofisticada sugiere que esta vía evolucionó para promover la coexistencia entre el transposón y su huésped, así como la transmisión exitosa de Tn7 a futuras generaciones de bacterias. 
El transposón Tn7 tiene una longitud de 14 kb y codifica cinco enzimas. Los extremos de la secuencia de ADN consisten en dos segmentos con los que interactúa la transposasa Tn7 durante la recombinación. El segmento izquierdo (Tn7-L) tiene una longitud de 150 pb y la secuencia derecha (Tn7-R) tiene una longitud de 90 pb. Ambos extremos del transposón contienen una serie de sitios de unión de 22 pb que la transposasa Tn7 reconoce y se une. Dentro del transposón hay cinco genes discretos que codifican proteínas que componen la maquinaria de transposición. Además, el transposón contiene un integrón , un segmento de ADN que contiene varios casetes de genes que codifican la resistencia a los antibióticos. 
El transposón Tn7 codifica cinco proteínas: TnsA, TnsB, TnsC, TnsD y TnsE. la reparación de estos espacios conduce a una duplicación adicional de 5 pb en el sitio objetivo. La proteína TnsC interactúa con la enzima transposasa y el ADN objetivo para promover los procesos de escisión e inserción. La capacidad de TnsC para activar la transposasa depende de su interacción con un ADN objetivo junto con su proteína de direccionamiento adecuada, TnsD o TnsE. Las proteínas TnsD y TnsE son selectores de objetivos alternativos que también se unen al ADN.activadores que promueven la escisión e inserción de Tn7. Su capacidad para interactuar con un ADN objetivo particular es clave para la selección del sitio objetivo de Tn7. Las proteínas TnsA, TnsB y TnsC forman así la maquinaria central de Tn7: TnsA y TnsB interactúan juntas para formar la transposasa, mientras que TnsC funciona como un regulador de la actividad de la transposasa, comunicándose entre la transposasa y TnsD y TnsE. Cuando la proteína TnsE interactúa con la maquinaria central de TnsABC, Tn7 dirige preferentemente las inserciones en plásmidos conjugables. Cuando la proteína TnsD interactúa con TnsABC, Tn7 preferentemente dirige las inserciones corriente abajo hacia un único sitio esencial y altamente conservado en el cromosoma bacteriano. Este sitio, attTn7, es reconocido específicamente por TnsD.